# Протестантская церковь Маохи
Протестантская церковь Маохи (таит. Ètārētia Porotetani Māòhi, фр. L’Église Protestante Māòhi) — реформатская протестантская христианская религиозная организация во Французской Полинезии.
Термин «Маохи» — самоназвание Таитян. Не путать с «Маори» и «Мауи».

## История
Первые миссионеры церкви прибыли во Французскую Полинезию в 1797 году. После 1815 года большинство населения отождествило себя с христианством и сформировало национальную протестантскую церковь, которая распространилась от Таити до четырех архипелагов. Официальной датой основания церкви считается 1815 год.
После 1863 года Лондонское миссионерское общество передало контроль над церковью Парижскому евангелическому миссионерскому обществу. В 1962 году церковь стала автономной под названием «Евангелическая церковь Французской Полинезии» (фр. Eglise évangélique de Polynésie Francaise). За исключением Маркизских островов и островов Туамоту-Гамбье, церковь является ведущей и преобладающей церковью во Французской Полинезии.

## Доктрина
Протестантские вероубеждения церкви ближе к пресвитерианской чем к конгрегационалистской традиции.

## Статистика
В церкви 130 000 членов, 96 общин и 81 домашняя церковная группа. Церковь так же открыла приходы и насчитывает тысячи членов в Новой Каледонии.

## Структура
Церковь разделена на округа.  Руководство осуществляет Генеральная ассамблея.

## Внешние связи
Церковь является членом Всемирного сообщества реформатских церквей, входит в Сообщество миссионерских церквей, партнер Совета всемирной миссии. С 1963 года церковь является членом Всемирного совета церквей.